# Juditha
Juditha es un género de mariposas de la familia Riodinidae.

## Descripción
Especie tipo por designación original Papilio lamis Stoll, 1780.

## Diversidad
Existen 8 especies reconocidas en el género, todas ellas tienen distribución neotropical.

## Plantas hospederas
Las especies del género Juditha se alimentan de plantas de las familias Fabaceae, Sapindaceae, Dilleniaceae, Moraceae, Olacaceae, Malvaceae, Passifloraceae, Simaroubaceae, Malpighiaceae, Combretaceae, Fagaceae, Chrysobalanaceae, Ochnaceae, Polygonaceae, Rubiaceae, Vitaceae. Las plantas hospederas reportadas incluyen los géneros Acacia, Cardiospermum, Cassia, Doliocarpus, Ficus, Heisteria, Inga, Lonchocarpus, Ochroma, Passiflora, Paullinia, Picramnia, Pithecellobium, Pseudobombax, Serjania, Simaba, Stigmaphyllon, Tetracera, Combretum, Davilla, Andira, Senna, Zygia, Quercus, Heteropterys, Licania, Ouratea, Triplaris, Uncaria, Cissus.